# Lampea fusiformis
Lampea fusiformis är en kammanetart som först beskrevs av Agassiz och Mayer 1902.  Lampea fusiformis ingår i släktet Lampea och familjen Lampeidae. Inga underarter finns listade i Catalogue of Life.